# 義呆利 Axis Powers

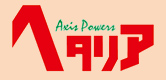
《義呆利 Axis Powers》漫畫封面

《義呆利 Axis Powers》（日语：ヘタリア Axis Powers），簡稱APH，是一部於網路上連載的日本漫畫作品，作者為日丸屋秀和。

## 簡介
作品以世界歷史和日本歷史為主軸。作者將多個國家以該國的文化及風土民情擬人化，主要以喜劇的四格及短篇為主。時代背景以二戰的8個參戰國爲主軸，摻雜世界歷史，並且將國家固有的風俗、風土依照不同的民族性模擬到各個角色身上。
其單行本由幻冬舍Comics出版，但與網路版有稍微差異。2011年6月30日發行漫畫單行本第四卷。目前相關的周邊包含了同人CD、商業DRAMA等。動畫版於2009年1月24日開始播放。動畫電影《義呆利劇場版》在2010年6月5日於日本上映，台灣則於8月6日放映；而該作的第三季電視動畫《義呆利 World Series》也已於3月26日推出。第五季《義呆利 The Beautiful World》於2013年1月25號播出。
第六季《義呆利 THE WORLD TWINKLE》於2015/7月播出
本作品風格輕鬆，故不會描述部分尖銳的歷史問題（例：屠殺猶太人、南京大屠殺），部分內容也與真實歷史（例：日俄戰爭） 有差異。

## 角色國
僅介紹8個主要二戰參戰國。

### 軸心國
義大利王國→ 義大利（配音：浪川大輔 / 金田晶（幼年期））
本作主角，在軍事方面能力非常弱。一戰和二戰時為義大利王國，另有從1943年成立直到1945年解散滅亡的義大利社會共和國。
超喜歡義大利麵食（Pasta），尤其是白醬義大利麵（Spaghetti），也喜歡吃不辣的披薩、起士，但是不喜歡食物裡有辣的醬料（如：黃芥末）。
有一根向左下翹的呆毛，哥哥南義大利的呆毛則是向右上翹。
經常會發出「Pasta」的喊叫，有時會換成“Ve—（ヴェ~讀成「唄—」）”的聲音，屬於正常的生理现象。
和羅馬帝國一樣，很有藝術細胞，自己非常喜歡文藝復興時的感覺；喜歡畫油畫和唱歌；擅長服裝設計和皮革製造。
呆毛是敏感點，感情豐富到讓人覺得他像是少了根筋，有點愛撒娇又有點愛哭，個性糊塗。喋喋不休的时候也不忘手舞足蹈，哼着令人不悅的小調和喜歡黏人的天性已經深入到身體的每一个部位。
不知道為什麼各國都願意對他睜一隻眼閉一隻眼。
雖然認真起來很厲害，但僅在於女孩子面前。一旦堅持起來十分有骨氣，曾拒絕貴族的賄賂。
和哥哥南義大利一樣，非常愛把妹，曾經高興的看著自己把妹的成果相簿，攤給日本看後，日本毫不客氣的把相簿蓋在他的臉上。在德意志的軍事訓練下偷跑，看見美女而很高興的搭訕，正在說德意志的壞話時，就被德意志一拳正中肚子。
在羅馬帝國還在世的時候就認識神聖羅馬帝國，神聖羅馬帝國曾經誤認為他是女孩子而偷偷暗戀他（而且義大利也喜歡神聖羅馬帝國），當神聖羅馬帝國和他告別的時候，送給他一條白色南瓜型內褲作為紀念（動畫裡改爲中古歐洲式的掃把），並且兩人還有過深情的一吻。
自從被神聖羅馬帝國的領導者奧地利征服以後，就開始了在奧地利家不停打掃和做家事的生活。但奧地利是等到他已經快要到變聲的年紀時，才偶然發現他是男生的事（因為他莫名其妙的在廚房裡唱圓圓的地球，唱到「用长靴来干杯吧」的時候，突然變成了男性的聲音。）
而匈牙利卻非常高興看到他長大成人了，握住他的手衷心祝賀。他小時候還被匈牙利打扮成女生。
量產白旗似乎是他唯一的軍事用途，战争时擅长逃跑和专门量产白旗（特别是德国不在时，曾經因為要打英國軍隊而故意拖慢進軍速度，一個禮拜才前進60公里；但是遇到英國軍隊時，一天就可以逃60公里，也因此非常的害怕英国军队）。
和德國有著「剪不斷、理還亂」的關係。经常和德國做出一些曖昧的事（例如：每天晚上不知為何，會和德國睡在同一張床上；在德國揹暈倒的他的時候，德國被誤認為是美女而被摸了屁股；曾经想亲德國却因为不够高做不到，反而被德國弯腰亲了两边脸颊所以有点小小的不甘心；也时常爱和德國搂搂抱抱。）
WW1（第一次世界大戰）时因为对法賠偿金被迫到德国家製造馬克（德國前貨幣單位），他為此還特地寫了一封信給哥哥南義大利。
曾經送給日本一座紀念武士道精神的柱子，不過後來因為日本戰敗的緣故，被美國下令把柱子上的碑文全部刮掉。
角色源自義大利東北部的城市「威尼斯（Venezia）」。名字是義大利語的「幸福」。
曾經痛揍土耳其，在土耳其提及此事時把德國嚇到了。
 納粹德國→ 德国／德意志（配音：安元洋貴）
近代才崛起的歐洲大國之一，認真、勤勞和嚴謹的青年，總是梳油頭，滿身的肌肉。代表西德。一戰的德國為德意志帝國，二戰時則為納粹德國，冷戰時期又分裂出了德意志民主共和國。
周遭國家有一年四季都在發情的法國、我行我素的奧地利、動不動就要人照顧的義大利。上司盡是一些偏執的怪胎，處境相當的可憐。
北義大利被英國、美國、法國俘虜時，曾說出德意志有SM和綑綁的癖好。（在單行本第一集中被意大利爆料為「抖S（ドS，超級施虐狂）」）家中有一整箱R18。
個性認真死板，無論如何都會遵守規矩及秩序。不論是工作或休息都全力投入。不過，只要啤酒一下肚，似乎就會把平常積蓄已深的鬱悶不滿全都發洩出來……。
雖然表現一副沒興趣的樣子，但超愛到意大利觀光。
哥哥是普魯士，對哥哥會使用敬語︰。爺爺是日耳曼。
由普魯士帶領德意志地區眾邦國統一而誕生，因此一開始便是約10歲左右的姿態。當時482次被普魯士要求稱呼他「お兄ちゃん」。出生不久頻頻遭遇麻煩，但是在普魯士保護下成長。認為他對自己過度保護了。
练兵期间对于军纪的要求非常严格，因此对意大利军的表现非常无奈。
常常因為太過於遵守說明書或指南的內容、不知變通從而發生慘劇。由於過度依賴汽車導航器，所以偶爾會把車子撞進廁所。
非常愛乾淨，資源回收做得異常認真，會仔細的把垃圾分為八種。
養了三隻狗，名字分别是Aster、Blackie、Berlitz（為德語的智慧、勇氣、教養），每隻都非常壯碩；德國經常帶牠們去義大利家玩，但是南義大利似乎很害怕這三隻狗。
很尊敬羅馬帝國，熟知羅馬帝國的歷史，連羅馬帝國本人忘記的事情都能流暢口說。
從蕃茄的箱子裡翻出義大利後，就開始了和義大利的微妙關係；雖然經常對沒用的義大利有些抱怨，但到現在還是相當照顧他。曾經在日記中公開表明「我只有義大利這唯一的朋友......」
曾經裝扮成美國間諜混進法國開的西餐廳裡收集情報，因為吃馬鈴薯的方式是掏碎了再吃，而不是一勺一勺吃，而被法國發現這是德國不是美國。和法國對戰的時候，一開始都能獲勝，但是都最後卻又都會敗給法國。
佔領奧地利的時候遭到匈牙利和義大利的強烈反對，他通過萬般阻撓才開始和奧地利同居，但是經常被奧地利責駡。
很欣賞日本心狠手辣的為人方式和圓滑中立的處事作風，但是一直不能理解日本的真心。
試著學習畫了日本的漫畫，成果受到義大利稱讚。
 大日本帝国→ 日本（配音：高橋廣樹 / 岩村愛子（幼年期））
沉著冷靜、個性認真的東洋武士之國，特技是察言觀色與謙虛。見到心儀的事物，外表明顯透露出內心的興奮與雀躍，自称“要保持日本男儿的风俗”，很少看到他生气的样子，对待食物异常严格。
軸心組和同盟組人物之中最矮的一人，也是最瘦的一人。雖然不是主角，但卻是目前出場率最高的一名角色。
由於個性單純，不知世事，有點被牽著鼻子走的傾向，例：文明開化時期一昧的模仿法國的動作，結果反遭法國惡作劇。
小时候在竹林中被中国发现，并由中国抚养长大，从中国的汉字书写中自创了假名书写，让中国大为不快。近来和身为大哥的中国关系恢复不少。
十分喜欢吃中国烹饪的中国料理，但认为中式餐桌礼仪非常繁琐，而觉得吃下来会很累。
因為是遠離陸地的島國，又因為曾經家裡蹲了兩百年，所以從小就養成了宅在家裡的習慣；最近又因家中的動漫產業蓬勃發展而使他變為徹頭徹尾的御宅族（オタク）、就連過年的時候也要在家裡看漫畫。
在英國向他抱怨法國說自己是情色大使時，說出：「那就選擇浸淫在二次元世界吧！雖然不會弄髒身體，但是心靈會變的比較污濁。」被英國默默地拒絕。
一年四季都非常的享受，十分風雅，擁有許許多多的慶典。
很喜歡毛茸茸的小動物，特別是貓和兔子，曾在文明開化時期，瘋狂飼養大量的棄兔，家中也養了一隻毛茸茸的狗，名叫波奇。
擅長玩機械和動漫，也因為背負特殊文化氣質，在他看來正常的東西，別人來看都不怎麼正常。
与意大利和德国相处的时候，收受到了极大的欧洲文化冲击而难以理解。
北義大利在日本家中看書時，意外的發現日本有收藏春宮圖的奇怪癖好。
待人有禮，面對問題時，會給予「鄙人會妥善處理、下次再議、容在下考慮」之類模稜兩可的含糊回答，但實際上這些回答的含義往往都是否定的。
每次表達自己的意見時，多半不敢直接表達，不是依從美國意見就是欲言又止。對於這點，瑞士對此非常不滿，認為日本不是中立國，卻不表達自我意見。
在鎖國的時候因為美國的關係，被迫結束家裡蹲的生活，美國在他開國了以後跟他說：「現在日本也越來越強悍了啊～要繼續加油哦～！」。
常常在美國的半脅迫下答應事情。（ｅｘ：美國主辦的聖誕節派對）
作為盟友的德國敬佩他「雖然有一點點不諳世事，但是安靜、乾淨、心靈手巧；在世界史後半才登場的小國，卻能在短短60年成為打敗中國的大國。」
擅長將物體小型化，曾經把德國交給他的潛水艇設計圖做成縮小版的潛水艇模型，還分一年十二個月不同花色發售，同時聘請當紅人氣聲優代言，合體後的最終形態是能變形的機器人。也常常將許多事情或是節慶商業化。
非常喜歡吃很鹹的醃漬食品，但是也因為攝取鹽分過多而導致高血壓，所以被德國禁止吃任何的醃漬食品，之後為了這件事還猛吃生番茄，不過經過義大利的勸解和自我反省，這個不明智的行為已經結束。

### 同盟國
美国／美利堅（配音：小西克幸 / 清水涼子、岩村愛子（幼年期））
開朗有活力、有著強烈正義感，帶著眼鏡的好青年，有一根短短向上翹的呆毛，喜歡自稱「HERO」。因為年輕又精力過剩，有不管周遭感想就橫衝直撞的壞習慣；所以雖然在全世界有很多小弟，但是真心想和他做朋友的卻沒有幾個。
喜歡給別人分配任務或者計劃，卻不喜歡別人來指揮他。其實他並沒有對任何國家有惡意，只是由於神經太過大條，所以沒有注意到他的行為其實暗暗傷害了別人（尤其是英國和日本）。
喜歡快餐、可樂，曾在英國感冒時，將漢堡放在英國額頭上，並且問法國什麼是感冒，令法國相當無言。本來非常喜歡英國紅茶和英國料理，但是在獨立後就故意改喝咖啡。
在打掃倉庫的時候，回想起小時候由英國撫養長大，後來經歷了獨立戰爭，得到了獨立的往事。
雖然嘴上說想扁英國（製造新飛機時），但頗關心英國，不過方式都很奇怪，像看英國感冒病危說出「太好了！英國掛掉了！」是因為希望英國快點好。
從小被英國養大，所以味覺連帶被影響，成為被法國嘆息和英國並列的味癡兩國。其實小時候也明白其他國家料理更美味，但還是打起笑臉對做飯給他的英國說「很好吃」。
和日本是很常接觸的朋友，有很多事情多會找上他(一向不顧日本意願)，曾在日本泡澡時突然拆下他浴室的窗戶找他(動畫第5季)，和日本同居過，心裡認為，日本很單純、細心，而且一定不會反對他。
經常會有UFO衝進來的國家（總是被英國批評為是科幻小說的副作用）；和外星人Tony是好朋友（但是外星人托尼和第一次見面的英國卻是彼此互看不順眼，在彼此互看不順眼的當下，卻認為兩人熱切的凝視彼此，覺得兩人感情很要好。）
亞瑟曾在美國獨立日時送他一隻獨角獸，雖然阿爾看不見牠，但還是能感受到牠的溫暖；但每次當獨角獸靠在阿爾旁時，Tony總會吃醋。
雖然坊間流傳是個不會解讀空氣的人（KY）﹐實則設定是故意不讀空氣（AKY）。
擅長的運動和研究是射擊和考古學，曾經到希臘和埃及家里挖掘文物，但是最後卻總是運回了自己家的博物館。
從小擁有怪力，還沒獨立時曾徒手舉起一頭美國野牛轉圈；長大後因為要和英國借車，便單手拖著英國的笨重老爺車去找慢跑中的英國。
雖然身材看起來很正常，體重卻過重，內心很在意這件事，但不想放棄吃油炸食品，所以到處詢問各國的減肥方法，最後找上認為身材最苗條的日本，甚至每天跑去和日本一起吃飯。
家中的食物總是份量極多且大，但是本人卻絲毫沒有感覺。在日本家裡旅遊時，看見日本家中販賣的快餐份量，驚恐之下非常不可置信。
喜歡拍電影，電影總是超大場面，內容多半是ＨＥＲＯ和恐怖劇情，而且還有華麗的特效（影響了日本ACG的發展）。但拍出來的電影常常被英國批評，所以唯獨不想給英國看。
非常愛惜法國送給他的自由女神像，因為日本在之前對女神的不敬，揚言要把日本的富士山染成紅色，但是因為後來要對付俄羅斯所以很快就放棄了這個想法。
愛看恐怖電影，常常要日本陪他看，每次都被自己家裡拍的恐怖電影嚇哭，卻依然堅持在驚恐的哭著情況下把恐怖電影看完（日本則是對美國家的恐怖電影完全免疫），看完之後還跟日本要求一起睡，卻被日本很快的否決並匆忙逃走，對於日本恐怖遊戲裡的殭屍卻不怎麼害怕。
非常不喜歡冬季，冬季時往往自暴自棄的度過。
繪畫極差。為了第一個到達會議室，因而看見英國負責畫每次黑板上的圖樣，因此曾經搶在英國之前在黑板上畫上軸心組和同盟組的圖樣，被同盟組的大家嫌棄比例失常，俄羅斯甚至笑著要拿鎬子劈砍黑板。
有時會做一些藍色的麵包或者帶有螢光劑的餅乾，日本卻認為這是很難得一見的紀念品，所以把它們全部拍攝了下來、以便向家裡人炫耀。
常常製作一些帶著奇妙色彩的食物。在邀請日本參加聖誕派對時，給日本看了自己製作的超大藍色蛋糕，在日本的婉拒下，又說出自己製作了會在夜裡發光的粉紅色蛋糕。在軸心組的聖誕節訪問時，端出了淋著綠色表層的紅色蛋糕。
有一次他在日本家旅遊的時候，從紅燈區的小姐那裡收到了一份印有AV工作招聘的衛生紙，而他卻誤以為那個小姐是免費送給他衛生紙，因此大肆稱讚「日本人真是友善又熱心啊！」讓日本不知如何回答。
曾经被困在孤岛上，并且从中国那里得知了医食同源的道理。
在童年時期與玩伴Davie玩耍，之後因為為了找到Davie所形容的花朵而出去尋找，回來後發現Davie已經長大成人甚至逝去，但自己卻始終維一個樣子。
 英国／英吉利（配音：杉山紀彰 / 須藤翔（幼年期））
生活在遠離歐洲的孤島之上；單獨出場時代表整個英國，和蘇格蘭、北愛爾蘭、威爾斯等哥哥們一起出場時則代表英格蘭；是四兄弟中的幺子，但是和哥哥們的感情卻不怎麼好。
曾經仗著海盜的身份欺負西班牙和荷蘭，四處擴張殖民地；曾經是歐洲第一的搗蛋鬼，但是隨著年齡的增長，蛻變爲一個風度翩翩的紳士。但脾氣上來時，海盜時期的本性就會顯露出來。
喜歡嘲諷人又好強，但本性卻很善良，雖然一開始的時候讓人覺得冷漠，但成為朋友後，卻是盡心盡力。
眉毛非常的粗，代表其紳士風度。
非常喜歡紅茶，同時有著刺繡的雅好。雖然做鬆餅（Scone，又稱：司康餅）的廚藝沒有法國好，但是依舊堅持著嚴格的餐桌禮儀；嚮往著一邊吃自己做的餅乾、一邊喝紅茶的悠閒生活。
因為做出來的菜令人難以下嚥，所以經常被法國取笑，甚至連作為囚犯的南北義大利都不願吃英國菜，還把味癡的特性遺傳給了美國。即使如此，還是非常喜歡做菜，而且認為自己總有一天能把菜燒得讓人佩服。
號稱自己家的魔法是世界第一的強大；和妖精感情非常好，經常會看到他和妖精們玩耍的樣子（但是看不見妖精的美國認為這是英國的幻覺。）精通詭異的巫術和神秘的魔法，特技是畫魔法陣、用符文詛咒、展示通靈的召喚術。
被德國打敗時，躲起來詛咒德國，被突然拜訪的美國打斷。於是躲回地下室，畫出魔法陣召喚，卻召喚出俄羅斯。
在美國要求大家在軸心國流落的荒島一起烤棉花糖時，唱著歌詞陰森的歌劇「阿萊城姑娘」，美國當場嚇的說出：「感覺好像惡魔都要被召喚出來了！」
小時候被法國嘲笑自己很土，所以希望自己也能擁有和法國一樣的飄逸秀髮，曾經瞞著義大利教皇偷偷留起長髮，因為不擅整理，被法國譏笑為「金色毛毛蟲」。這些好不容易留長的頭髮，因為英國自己的挑剔和法國不當的誘導，使得這些頭髮又被法國剪回原狀。
曾經是法國的小弟，同時也是世仇，兩個一生下來就在互相打架；打過一百年的架。但自從和法國打仗後，搶走幾乎一半的領土就結下了孽緣。每次打架時，法國總是說他是「不良少年」，每當聽見這個稱呼，英國就會跟法國打的更激烈。在和法國爭奪美國的撫養權時，甚至還有一個專門的打架島；但是每當世界大戰時，又能和法國站在同一戰線。曾經因蘇伊士運河的關係遭法國逼婚，但最後還是婉拒了。
聯合國會議上時，因為法國反對了他和美國的意見，沒多久兩人就吵起來。英國在當時說：「你給我坐在那，今天我一定要把你的鬍子給全拔掉！」之後又使用了「不列顛叉子攻擊」正中目標。
被法國說出：「你家的人不僅可以隨處發情，不論是車子還是路上。同時性愛行動又那麼多，所以情色大使的名號就讓給你了！」。雖然當下馬上反擊說出希臘家性愛行動更多（當時手上還拿著色情書刊），但是希臘卻淡淡的說出雖然自己家裡的性愛行動很多，可是內容都很普通。
認為俄羅斯總是干預自己（打算拿巴比斯之椅給美國坐和召喚魔法陣時。），所以其實很不滿俄羅斯（G8會議時）。而且也極力阻止俄羅斯南下中國。
在魔法陣召喚出俄羅斯後，決心發動和俄羅斯的魔法抗爭。但在看到俄羅斯的「神住在18光年外」的力量後，打退堂鼓。
收留撫養了小時候的美國。但因為長大的美國嚮往自由，爆發了獨立戰爭，美國自此獨立。
過去對年幼時的美國非常疼愛，而美國擅自獨立一事很懊惱，所以每年7月4日（美國獨立日）前後都會感覺不適，身體狀況也變得虛弱，經常咳血。非常討厭美式英語，總是糾正美國的文法和腔調。
每次會議上美國提出的意見，常常是第一個否決美國的人。
每次同盟國開會時，黑板上的軸心組圖樣都是他畫的。
酒量不好，但比日本好很多，酒品極差，喝醉的時候會邊打嗝邊抱怨他和法國、美國的恩恩怨怨，並且批評其他國家；但是等自己清醒之後，後悔自己說太多話，會縮在牆角用綠色的棉被整個矇住、用手捂住臉、不停地搖頭。
在日本家簽訂英日同盟條約時，看到了日本看不到的天狗、河童、洋蔥怪、座敷童子等日本妖怪，並且和河童一邊泡溫泉、一邊暢談心聲，並拿到什麼都能治療的河童妙藥，讓日本大吃一驚。
是在男性角色中，少數有擁有傲嬌屬性的角色。
 法國／法蘭西（配音：小野坂昌也）
一戰時為法兰西第三共和国；二戰時為自由法国。
擁有一頭閃亮的金髮和鬍子，沒有鬍子的時候非常像女性，所以他堅持不剃鬍子，對於爱情和美麗可以擁有無與淪比的豐富情感和言語来表達。
手上總會有一朵玫瑰或酒杯（有時說话的時候，背景甚至會開滿玫瑰或者充滿閃亮的星星。）
對於工業、農業都很在行，家裡生產高級的乳酪、家具和樂器。喜歡一切奢侈品，嗜好红酒和葡萄酒，也很喜歡富有情調的爵士樂和香水。
雖然看起來十分華麗前衛，但在某些方面卻突顯出保守的一面。
穿著華麗的藍色軍服，但似乎因為過於鮮豔而往往被敵人打地很慘。曾經在聯合國會議的時候，嘲笑其他國家軍服的醜陋。是歐洲的首席名廚，做菜做得非常好，即使是蝸牛和鵝肝也可以做成美味的料理。
毫無顧忌的宣稱「法語是世界上最美的語言」而倍感自豪，對於本國輝煌燦爛的歷史和博大精深的藝術非常自戀，因為過於自戀而不願學習英文。
和英國是世仇，兩個一生下來就在互相打架；打過一百年的架。但自從和英國打仗後，搶走法國幾乎一半的領土就結下了孽緣。每次打架時，法國總是說英國是「不良少年」，每當聽見這個稱呼，英國就會跟法國打的更激烈。在和英國爭奪美國的撫養權時，甚至還有一個專門的打架島；但是每當世界大戰時，又能和英國站在同一戰線。
只要對了胃口，就能不管男女、時間、地點、環境、場合的性騷擾别人，受害人包括中國、義大利、西班牙、英國等，而且他尤其喜愛儒雅的男性（如奧地利），為此差點被匈牙利攻擊（這些漫畫一般出現在作者部落格上的網路版中，在出版的漫畫裏考慮到「兒少不宜」之類的原因而被放送中止）。
常常說出一些「兒少不宜」的話教壞別人（例如：美國請教他減肥的方法時、俄羅斯的寄給他的電台的明信片詢問時、北義大利向他詢問如何別讓對方忘記自己、對著北義大利講解一些R18的東西）
為了解救他而犧牲的聖女貞德。只有在他面對貞德或回想起往事的時候，他才會顯得格外的有些不正常的正經。
軍事上擅長漁翁得利戰術。在英國打敗西班牙時，趁機攻打西班牙；在普魯士打敗奧地利時，趁機攻打奧地利。
在會議上，是唯一同時反對英國和美國的意見的國家（雖然這兩方意見本來就不和。）
對於俄羅斯的態度比英美好很多，但是也很害怕俄羅斯，會詢問俄羅斯一些戰爭以外的事情。
曾經舉辦過裸體的奧林匹克運動會，但是被瑞士阻止了。
因为苏伊士运河的关系，曾向英国提出了合并的请求，被拒绝后，又提出了建立英属法兰西州的请求，最后还是被拒绝。
在拿破侖和聖女貞德時期曾經把整個歐洲牢牢地控制在自己手中，但是他們死後經歷過兩次中衰期，目前是歐盟的核心成員之一，為世界的和平做努力。
 苏联→ 俄羅斯（配音員：高戶靖廣）
一戰時為俄羅斯帝國；二戰時為蘇維埃聯邦。
生氣時會發出「咕嚕咕嚕（コルコルコル、kolukolukolu）」的重複發聲詞，暗指蘇聯以前的「集體農莊（コルホーズ、koluhouse）」。
過去是個常被欽察汗國欺負的莫斯科公國孩子。從很久以前就嚮往在溫暖陽光下被向日葵包圍的生活，甚至希望让全世界的疆土都种满盛开的向日葵，但不知何年何月才能實現。
味觉很差劲，即使麻糬裡加了不該有的東西，他也可以若無其事的吃下去。甚至G8會議上英國對他不滿的視線，他也能自在的拉下那些視線箭頭嚼得津津有味。
乍看之下是個不計小事、擁有鄉村青年那種單純的青年，但反過來說就是具備了小孩子那種殘酷的一面，散發出無法言喻的壓迫感。俄國史跟其他國家相比，有更多陰暗殘酷的驚悚場面。由於童年曾被蒙古拐走，導致他的心理非常扭曲（腹黑），喜歡看人哭著求他的樣子。
因為每年都會被嚴冬（冬將軍）侵襲所以討厭雪，但每次遇到戰爭的時候，嚴冬（冬將軍）卻會成為他最好的幫手。不管做什麼都要用到伏特加，連燃料也是伏特加。因此嚴冬和伏特加並稱俄羅斯的好夥伴。
以水管當武器（也會用十字鎬），而水管是從德意志家拔的。經常弄壞水管的拉脫維亞每次都會遭到他的酷刑。
一直以往南發展為目的，但每次都被英國阻礙，老實說很想揍英國一頓。對英國的詛咒完全免疫，例如毫無顧忌的連續坐壞兩次英國的「最終兵器」：巴比斯之椅。
姐姐（烏克蘭）因為上司的關係，經常與他保持距離，在美國、歐盟中尋找盟友，曾經不繳天然氣費（烏克蘭與俄羅斯的衝突）。
唯一恐懼的人是自己的妹妹（白俄羅斯），對他來說，跟妹妹混在一起只有壞處，但又怕她像姐姐一樣加入美國陣營。
神居住離地球在18光年的地方：在俄日戰爭期間，當地東正教會裡曾對日本下詛咒，仍遭慘敗。18年後，日本發生18年後的詛咒關東大地震。故以此戲稱。
其實並不是要傷害別人，而是從裡到外都令人寒膽。面對朋友以外的人會很內向且冷漠，不過他把所有人都當作是自己的朋友。
以前想和中国住在一起，还说过“我已经和中国住在一起了”，却被中国嫌弃了很长时间，最近又总是和中国一同出现在其他西方国家的面前。
和美国是曾经的竞争对手，也曾经黑化后和美国微笑着互相讽刺。
总是喜欢欺负波罗的海三国，曾經把芬蘭從瑞典身邊帶走。
 中華民國→ 中华人民共和国（配音：甲斐田幸）
角色與现实状态的中国无关，第一次世界大戰時的中國為五色旗的中華民國北京政府；而第二次世界大戰時的中國為中華民國（國民政府），和英國、美國、蘇聯並稱為同盟國的「四警察」。中華民國於1912年1月1日在南京宣告成立至1949年中華民國政府遷台（因兩次國共內戰失利），1945年至1971年為聯合國的中國代表；中華人民共和國於1949年10月1日則在北京宣告成立，為目前聯合國的中國代表。
為現存年齡最大的角色國，和日本、韩国、台湾、香港一樣是童顏，腦後綁著一小束往左放的頭髮，時常背著熊貓，名叫滾滾。
有很多宗教信仰和特殊習俗，且信仰神靈、喜歡閒情逸致的生活，因此又被稱為「仙人」。
東亞文化的源頭，在過去歷史中非常強盛，到處領養小孩，但是被他領養過的小孩在學習了中國文化後，卻反而不承認他的大哥地位。
與周邊的關係不怎麼好。只有韩国非常亲切地尊称其为大哥，并加上敬语。
在竹林中初次與豆丁日本相遇，照顧過年幼的日本，但對被稱呼是「日落之國」大怒。教授日本漢字沒想到日本發明假名。
背後的刀疤，似乎是日本所致。但作者沒有讓角色表示過。
目前與日本的關係恢復不少，偶爾在經濟合作上會产生些许不协调。
非常的弟妹控，喜歡周邊日本、韩国、台湾、香港多依賴着他，台湾和香港尊称「老師（せんせい / 先生）」，澳門使用「Mr.」來稱呼；但是不知為何面對同為學過文化的越南却没有特別的交集。
罗马帝國和少年时期的中國有著说不清道不明的关系。
對英國至今仍有很大的怨恨。
在全世界都有自己的別墅。似乎非常熱衷於賺錢，當軸心國流落荒島的時候曾經因為可以賺錢，而在中华街裡賣給軸心國一員的意大利一籠煎餃。
會爲了吃醉蟹（用酒醃漬的上海蟹料理）而在聯合國會議上遲到很久，還在會議室中召集家人迅速的蓋了一座巨大的中華街。
非常擅長燒中國菜，同時也是個美食家。但是即使如此，他在聯合國大會裏拿出來的點心卻讓吵架中的法國、英國、美國都不要吃。
虽然做的菜很美味但同时吃饭的礼节也是一大堆，曾令日本感觉料理明明特别好吃，但是总觉得比较累。
曾經有很多人借住在家裡。被英法聯軍侵略的時候，被迫不停的燒菜來換取法國和英國的肯定，但是法國、英國和美國不但沒有把他當做真正的戰友還一直剝削他，以至於到最後忍無可忍的爆發了（到處破壞房體並不停地以自殘的方式用頭敲牆）。
既害怕又討厭俄羅斯，曾經被穿著熊貓裝的俄羅斯偷襲。但最近在西方国家面前，中国和俄罗斯又常常一起出现。
和美國一起被困在孤島上的時候，想到和美國一起開一家擁有聯合飯店的中華街，而且還向一直在吃垃圾食品的美國傳授了医食同源的道理。
曾經因為美國畫了比例失常的肖像畫而決定由自己來畫肖像畫，但是卻畫成了穿著旗袍的美女。
虽然琴棋书画样样精通，也有很多唐诗宋词元曲之类的伟大文化，但是外国人对他的理解只知道他功夫高强、菜好吃、还有熊猫这三样特点。
目前致力於熊貓外交。
暴走的时候非常可怕，曾经僅僅憑藉著一隻中华铁锅和一條勺子就打敗了拿著手槍的德國和拿著日本刀的日本（共四次）。
對西藏（動畫改成熊猫）說自己是日本的大哥，但是日本遲疑了很久很久才同意。
會擅自在Made In China的點心或零食包裝袋上標上文法錯誤的日文。
很喜歡玩偶，曾經為了他的上司（一條綠色的龍）在日本送給中國的Hello Kitty上用毛筆畫上嘴巴而大發脾氣，並且不停地用玩偶敲擊上司的頭。(結果變爲了Kitty的山寨貨Gitty。)

## 特殊用語

### 漫畫用語
1. 國家關係類
  1. 結婚：指的是兩個國家以不發動戰爭的和平方式結合（如奧匈帝國、波蘭立陶宛聯邦）。在角色的情況下以同性結婚為重點，或像奧地利一時有許多國家存在（有如一夫多妻的狀態）。現實中，聯合是政治上有相同目的而合作。
  2. 同居：通過戰爭方式或簽訂不平等條約等不和平的方式結合，如經過意大利戰爭後，北義大利穿女裝在奧地利的家中擔任女僕的工作。也可以是通過加盟的方式結合，如曾經與俄羅斯在名叫蘇聯的別墅下同居的多個國家。
  3. 借住：指一個國家的領土被複數的國家瓜分持有，例如年幼義大利時代的義大利兄弟或日俄戰爭前的中國。表現出一個家中住著許多國家的意思。
  4. 照顧、教導：指的是對於文化相近的國家進行文化傳承之事。
  5. 責罵：指的是殖民國或宗主國對被殖民國或附屬國進行本國文化的灌輸和同化。
  6. 打架：兩國的戰爭，如英法爭奪北美殖民地。
  7. 朋友：兩國或兩國以上結為同盟關係，締結平等條約的意思。如結盟（一戰時的協約國、同盟國；二戰時的軸心國、同盟國）之事。
2. 政治人物類
  1. 上司：指的是這個構架的政治領袖或國家元首，有時也會是這個國家的所代表的象徵圖騰（如中國的上司是龍）。
  2. 那個人、那位：泛指在過去歷史中的領導者、英雄、獨裁者、知名作家等對國家有重大貢獻的人們，有時不會明確的指出具體的姓名。
3. 生理類
  1. 感冒：指的是經濟上的衰退或陷入低谷、進出口不發達、貿易因為戰爭或其他原因而突然中斷。
  2. 頭痛、頭暈 :指的是由於外部侵略或其他原因造成的政局不穩。
  3. 某個關節的疼痛：指的是內部的政權鬥爭、政治動亂。
  4. 家（身體）：表示國土。提到家裡的人或家人時，是指國內國民。
  5. 肚子痛：地震了。
4. 心理類
  1. 抱怨：被統治國家對於為了向宗主國反抗、要求獨立所做的施壓的行為，如俄羅斯每次摸著拉脫維亞的頭但是拉脫維亞本人卻極其反感的表現。

### 關係用語
1. 大部分角色有設定外表年齡和生日等基本設定，大至反映歷史。
2. 故事常會以幾十年或幾百年為單位進行，角色的容貌、性格反映當時的世界。
3. 在作品中要好的國家們有著「兄弟」的關係，不過不是一般所謂的血緣關係，是歷史、政治關係擬人化的「義兄弟」。

1. 作者沒有明確表示有血緣關係的例子
  1. 殖民地與宗主國：美國與英國。
  2. 經濟援助與軍事協助：瑞士與列支敦斯登。
  3. 宗主國與藩屬國：中國與日本。
2. 作者明確表示血緣關係的例子
  1. 同樣民族的不同國家：羅馬帝國和南北義大利、普魯士和德國、挪威和冰島。
  2. 一國曾被分割：南北義大利兄弟的羅馬諾和威尼斯諾。
  3. 歷史上巨大國家之後：古希臘和兒子希臘、古埃及和兒子埃及、羅馬帝國與孫子義大利兄弟。
  4. 買賣關係：瑞典與西蘭公國。
3. 作者明確表示沒有血緣關繫的例子
  1. 裙帶關係（領土擴大）：奧地利與匈牙利、普魯士。
  2. 包含關係：神聖羅馬帝國和奧地利、匈牙利、普魯士。

## 出版書籍
Axis Powers
| 卷數 | 幻冬舍Comics   | 幻冬舍Comics                                            | 原動力亞細亞  | 原動力亞細亞                                            | 東立出版社    | 東立出版社             |
| 卷數 | 發售日期       | ISBN                                                    | 發售日期      | ISBN                                                    | 發售日期      | ISBN                   |
| ---- | -------------- | ------------------------------------------------------- | ------------- | ------------------------------------------------------- | ------------- | ---------------------- |
| 1    | 2008年3月17日  | ISBN 978-4-344-81275-8                                  | 2009年5月20日 | ISBN 978-986-6628-36-8                                  | 2014年1月24日 | ISBN 978-986-337-833-4 |
| 2    | 2008年12月10日 | ISBN 978-4-344-81535-3                                  | 2009年8月12日 | ISBN 978-986-6628-46-7                                  | 2014年1月24日 | ISBN 978-986-337-834-1 |
| 3    | 2010年5月21日  | ISBN 978-4-344-81938-2 ISBN 978-4-344-81939-9（特裝版） | 2010年7月28日 | ISBN 978-986-6628-74-0 ISBN 978-0-891-43130-5（特裝版） | 2014年1月24日 | ISBN 978-986-337-835-8 |
| 4    | 2011年6月30日  | ISBN 978-4-344-82233-7 ISBN 978-4-344-82234-4（特裝版） | 不適用        | 不適用                                                  | 2014年4月10日 | ISBN 978-986-337-836-5 |
| 5    | 2012年7月31日  | ISBN 978-4-344-82563-5 ISBN 978-4-344-82564-2（特裝版） | 不適用        | 不適用                                                  | 2014年8月7日  | ISBN 978-986-337-837-2 |
| 6    | 2013年10月31日 | ISBN 978-4-344-82867-4 ISBN 978-4-344-82868-1（特裝版） | 不適用        | 不適用                                                  | 2015年1月31日 | ISBN 978-986-337-838-9 |

義呆利Axis Powers Speciale
為兩冊單行本合一的版本。
| 卷數 | 幻冬舍Comics   | 幻冬舍Comics           |
| 卷數 | 發售日期       | ISBN                   |
| ---- | -------------- | ---------------------- |
| 1    | 2014年8月23日  | ISBN 978-4-344-83209-1 |
| 2    | 2014年10月24日 | ISBN 978-4-344-83238-1 |
| 3    | 2014年12月24日 | ISBN 978-4-344-83294-7 |

World☆Stars
| 集數 | 集英社       | 集英社                 | 東立出版社    | 東立出版社                           |
| 集數 | 發售日期     | ISBN                   | 發售日期      | ISBN                                 |
| ---- | ------------ | ---------------------- | ------------- | ------------------------------------ |
| 1    | 2015年2月4日 | ISBN 978-4-08-880375-3 | 2015年8月6日  | ISBN 978-9-86-431769-1               |
| 2    | 2015年7月3日 | ISBN 978-4-08-880440-8 | 2016年1月6日  | ISBN 978-9-86-431770-7               |
| 3    | 2016年2月4日 | ISBN 978-4-08-880615-0 | 2016年5月9日  | ISBN 978-9-86-105459-9               |
| 4    | 2017年6月2日 | ISBN 978-4-08-881228-1 | 2017年8月10日 | EAN 471-0-94-555293-4（首刷附錄版）  |
| 5    | 2021年4月2日 | ISBN 978-4-08-882626-4 | 2021年8月25日 | ISBN 978-957-26-7018-7（首刷附錄版） |
| 6    | 2022年9月2日 | ISBN 978-4-08-883090-2 | 2024年3月14日 | ISBN 978-626-347-362-1               |
| 7    | 2023年6月2日 | ISBN 978-4-08-883547-1 |               |                                      |
| 8    | 2024年3月4日 | ISBN 978-4-08-883776-5 |               |                                      |

義呆利Axis Powers合集
| 卷數 | 幻冬舍Comics   | 幻冬舍Comics           | 東立出版社    | 東立出版社             |
| 卷數 | 發售日期       | ISBN                   | 發售日期      | ISBN                   |
| ---- | -------------- | ---------------------- | ------------- | ---------------------- |
| 1    | 2017年11月24日 | ISBN 978-4-344-84107-9 | 2019年2月22日 | ISBN 978-957-26-1865-3 |
| 2    | 2018年2月24日  | ISBN 978-4-344-84163-5 | 2020年1月9日  | ISBN 978-957-26-1866-0 |

畫集
| 集數  | 幻冬舍Comics | 幻冬舍Comics  | 幻冬舍Comics           | 東立出版社                        | 東立出版社     | 東立出版社             |
| 集數  | 書名         | 發售日期      | ISBN                   | 書名                              | 發售日期       | ISBN                   |
| ----- | ------------ | ------------- | ---------------------- | --------------------------------- | -------------- | ---------------------- |
| 1     |              | 2011年2月28日 | ISBN 978-4-344-82104-0 | 不適用                            | 不適用         | 不適用                 |
| 1普版 |              | 2012年3月28日 | ISBN 978-4-344-82476-8 | 不適用                            | 不適用         | 不適用                 |
| 2     |              | 2016年3月25日 | ISBN 978-4-344-83678-5 | 義呆利AXIS POWERS畫集 2：Artesole | 2016年11月17日 | ISBN 978-986-470-801-7 |

### 相關書籍
「義呆利Axis Powers」旅遊會話書
| 國家   | 幻冬舍Comics | 幻冬舍Comics   | 幻冬舍Comics           |
| 國家   | 書名         | 發售日期       | ISBN                   |
| ------ | ------------ | -------------- | ---------------------- |
| 義大利 |              | 2010年9月15日  | ISBN 978-4-344-82058-6 |
| 美國   |              | 2011年7月29日  | ISBN 978-4-344-82273-3 |
| 西班牙 |              | 2011年9月30日  | ISBN 978-4-344-82326-6 |
| 德國   |              | 2012年3月28日  | ISBN 978-4-344-82477-5 |
| 英國   |              | 2012年6月29日  | ISBN 978-4-344-82540-6 |
| 法國   |              | 2013年3月28日  | ISBN 978-4-344-82781-3 |
| 日本   |              | 2013年8月30日  | ISBN 978-4-344-82900-8 |
| 俄羅斯 |              | 2013年12月28日 | ISBN 978-4-344-82994-7 |
| 中國   |              | 2014年3月31日  | ISBN 978-4-344-83085-1 |

義呆利Axis Powers 原作導讀
| 集數 | 幻冬舍Comics | 幻冬舍Comics  | 幻冬舍Comics           | 東立出版社          | 東立出版社    | 東立出版社             |
| 集數 | 書名         | 發售日期      | ISBN                   | 書名                | 發售日期      | ISBN                   |
| ---- | ------------ | ------------- | ---------------------- | ------------------- | ------------- | ---------------------- |
| 1    |              | 2014年9月30日 | ISBN 978-4-344-83224-4 | 原作導讀WW1的義呆利 | 2017年1月19日 | ISBN 978-986-470-802-4 |
| 2    |              | 2015年3月27日 | ISBN 978-4-344-83397-5 | 原作導讀WW2的義呆利 | 2018年8月26日 | ISBN 978-986-470-803-1 |
| 3    |              | 2015年9月24日 | ISBN 978-4-344-83526-9 |                     |               |                        |

義呆利Axis Powers 歷史讀本
| 集數 | 幻冬舍Comics | 幻冬舍Comics  | 幻冬舍Comics           |
| 集數 | 書名         | 發售日期      | ISBN                   |
| ---- | ------------ | ------------- | ---------------------- |
| 1    |              | 2016年3月25日 | ISBN 978-4-344-83679-2 |
| 2    |              | 2016年9月26日 | ISBN 978-4-344-83794-2 |
| 3    |              | 2017年3月24日 | ISBN 978-4-344-83957-1 |

## 網絡動畫
2009年1月24日在Mobile Animate，1月26日在Animate TV開始播放。每集動畫的長度约五分鐘。原定於1月24日開始在Kid station電視台播放，但2009年1月6日，Kids Station公布了中止動畫在Kids Station放送的消息。

### 動畫
*第1-2季：義呆利 Axis Powers
　　全52話 + 總篇集:全2話
*第3-4季：義呆利 World Series
　　全48話 + EX:全3話 + 隱藏話（第53.5話『本大爺的日記 其之二』） + 特別版『Hetalia=Fantasia』）
*第5季：義呆利 The Beautiful World
　　全20話 + EX:全4話 + 特別版『我被女主角們重重包圍的日子』
*第6季：義呆利 The World Twinkle
　　全15話 + EX:全3話 + 特別版『Surprise Halloween!』
*第7季：義呆利 World★Stars
　　全12話 + EX:全3話
*電影版：銀幕義呆利 Axis Powers: Paint it, White（塗成白色吧！）

### 製作人員
- 監督：BoB白旗
- 角色設計：河南正昭
- 系列構成：平光琢也
- 音樂：Conisch
- 動畫製片：松田桂一
- 動畫製作：STUDIO DEEN
- 製作：義呆利製作委員會

### 主題曲、劇中歌
片尾曲
第1.2季ヘタリア Axis Powers《圓圓的地球》（第1話－第61話）
作詞、作曲、編曲：紗希，歌：北義大利（CV：浪川大輔－第1話～第26話、第28話、第29話、第31話、第33話、第35話、第37話、第39話～第41話、第44話、第45話、第48話、第52話、第53話、第53.5話、第56話、第60話）／德國（CV：安元洋貴－第27話、第32話、第38話）／日本（CV：高橋廣樹－第30話、第34話、第36話、第50話、第54話、第55話、第61話）／美國（CV：小西克幸－第49話、第51話）／英國（CV：杉山紀彰－第46話）／法國（CV：小野坂昌也－第47話、第59話）／俄羅斯（CV：高戶靖廣－第42話、第43話、第57話）／中國（CV：甲斐田幸－第58話）
第3.4季ヘタリア World Series《揮舞旗幟盛裝遊行》（第62話－第100話）
作詞、作曲、編曲：紗希，歌：北義大利（CV：浪川大輔）
第5季ヘタリア The Beautiful World《旋轉地球圓舞曲》（第101話－第120話）
作詞、作曲：moss moss，編曲：須藤祐，歌：北義大利（CV：浪川大輔）
第6季ヘタリア The World Twinkle《黑塔利亞☆JET》（第121話－第139話）
作詞：YUMIKO，作曲：moss moss，編曲：須藤祐，歌：北義大利（CV：浪川大輔）
第7季ヘタリア World★Stars《我想擁抱整個地球》
作詞、作曲、編曲：本田正樹，歌：北義大利（CV：浪川大輔）
劇中歌
《義大利的德國讚美之歌》（ドイツに捧げるイタリアのうた）（第3話）
歌：北義大利（浪川大輔）
《这个世界的天国与地狱》（この世の地獄と天国）（第18話）
歌：羅馬帝國（鄉田穗積）

### 各話列表
| 話數  | 日文標題                             | 中文標題 | 劇本     | 分鏡           | 演出           | 作畫監督          |
| 第5季 | 第5季                                | 第5季    | 第5季    | 第5季          | 第5季          | 第5季             |
| ----- | ------------------------------------ | -------- | -------- | -------------- | -------------- | ----------------- |
| 1     | それぞれの戦場                       |          | 筆安一幸 | 今千秋         | 今千秋         | 中山由美          |
| 2     | 学園ヘタリア 進め! 新聞部! 前半戦    |          | 筆安一幸 | 今千秋         | 今千秋         | 中山由美          |
| 3     | 学園ヘタリア 進め! 新聞部! 後半戦    |          | 筆安一幸 | 今千秋         | 今千秋         | 江森真理子        |
| 4     | ロシアとおともだち                   |          | 筆安一幸 | 今千秋         | 今千秋         | 亀谷響子 前澤弘美 |
| 5     | 私が去ろうとも貴方は残る             |          | 筆安一幸 | わたなべひろし | わたなべひろし | 大和田綾乃        |
| 6     | ロマーノにっき                       |          | 江夏由結 | 小坂知         | 小坂知         | 中島美子          |
| 7     | アメリカ人と暮らしてるとよくあること |          | 江夏由結 | 小坂知         | 小坂知         | 中島美子          |
| 8     | ロシアさんと僕のゆるやかな喧嘩       |          | 江夏由結 | 小滝礼         | 久保太郎       | 手島典子          |
| 9     | オランダさんち                       |          | 江夏由結 | 小滝礼         | 久保太郎       | 手島典子 古住千秋 |
| 10    | とること!                            |          | 江夏由結 | 小滝礼         | 久保太郎       |                   |
| 11    | 僕たちの失敗                         |          | 筆安一幸 | 今千秋         | 赤城博昭       | 前澤弘美          |
| 12    | めりーはろうぃーん!                  |          | 筆安一幸 | 今千秋         | 吉田俊司       | 前澤弘美          |
| 13    | ふぁいんでぃんぐ・サンタ             |          | 筆安一幸 | 今千秋         | 吉田俊司       | 桜井正明          |
| 14    | 兄弟よ! 俺達は...!!                  |          | 江夏由結 | サトウ光敏     | サトウ光敏     | 江森真理子        |
| 15    | A bientot! また会いましょう          |          | 江夏由結 | サトウ光敏     | わたなべひろし | 川崎愛香          |
| 16    | イタリアの忘れ物                     |          | 江夏由結 | サトウ光敏     | サトウ光敏     | 青野厚司          |
| 17    | HETALIA OF THE DEAD 前編             |          | 江夏由結 | 小俣真一       | サトウ光敏     | 武本大介          |
| 18    | HETALIA OF THE DEAD 後編             |          | 江夏由結 | 小俣真一       | サトウ光敏     | 古住千秋          |
| 19    | もっともっと!! 進めシーランド!       |          | 筆安一幸 | 小滝礼         | 持田尚樹       | 中山由美          |
| 20    | 一周年だよ! 三国同盟                 |          | 江夏由結 | 小滝礼         | 吉田俊司       | 中本尚            |

### 播放平台
緯來日本台於2010年8月10日起播出，並於8月10、11、12、16日播出的部份後面追加浪川大輔的訪談，內容涵括聲優間相互模仿對方扮演角色及該動畫創作目的等。
| 緯來日本台 星期一至四19:30-20:00節目 | 緯來日本台 星期一至四19:30-20:00節目 | 緯來日本台 星期一至四19:30-20:00節目 |
| ------------------------------------ | ------------------------------------ | ------------------------------------ |
|                                      | 義呆利 （2010/8/10-2010/8/25）       |                                      |
| 吸血鬼騎士                           | 吸血鬼騎士（8/26延長播出）           |                                      |
| 星期一19:00-20:40節目                |                                      |                                      |
| 魔人偵探                             | 義呆利劇場版 (2011/2/7)              | 絕對零度                             |
| 星期一至五18:00-18:30節目            |                                      |                                      |
| 綜藝節目                             | 義呆利2 (2014/8/14-2014/1/20)        | 義呆利3                              |
| 義呆利2                              | 義呆利3 (2014/1/21-2014/1/23)        | 綜藝節目                             |

| 台灣 龍華動畫台 星期一至五22:30-23:00節目 | 台灣 龍華動畫台 星期一至五22:30-23:00節目       | 台灣 龍華動畫台 星期一至五22:30-23:00節目 |
| ----------------------------------------- | ----------------------------------------------- | ----------------------------------------- |
|                                           | 義呆利S3-美麗世界 （2016年11月14日 - 11月18日） |                                           |
| 新版獵人 （22:00-23:00）                  | 航海王 264集～ （22:00-23:00）                  |                                           |

| 播放地區                         | 播放電視台                | 播放日期       | 播放時間（UTC+8） | 字幕語言               | 備註   |
| -------------------------------- | ------------------------- | -------------- | ----------------- | ---------------------- | ------ |
| 東盟、印度、孟加拉、尼泊爾、不丹 | Muse Asia YouTube頻道     | 2021年4月1日－ | 星期四 00時05分   | 簡體中文、英文         | [ 9 ]  |
| 馬來西亞、汶萊                   | Muse Malaysia YouTube頻道 | 2021年4月1日－ | 星期四 00時05分   | 簡體中文、馬來文、英文 | [ 10 ] |

## 電影
《銀幕意呆利 Axis Powers Paint it, White（塗成白色吧！）》（銀幕ヘタリア Axis Powers Paint it, White（白くぬれ!））2010年6月5日上映的劇場版動畫，片長1小時20分鐘。
主題曲
劇場版主題曲「WA! 輪!! ワールド音頭」
歌：世界8（意大利（浪川大輔）、德國（安元洋貴）、日本（高橋広樹）、美國（小西克幸）、英國（杉山紀彰）、法國（小野坂昌也）、俄羅斯（高戶靖廣）、中國（甲斐田幸））
劇場版形象歌曲「Mein Gott!」バンドアレンジバージョン
歌：普魯士（高坂篤志）

## CD
CD分為原作者協助製作的同人版（有部份同好將其稱為本家版）與商業版兩種。

### 本家版CD
100%完整呈現本家要素的CD。
製作單位是，劇本由作者本人負責。由於它算是事實上的公式CD（＝由作者自主製作），因此同好之間採用的意義，將之稱為「本家版」。
當初企劃是預定在2007年中頒布，最後在2008年9月14日大阪舉辦的場內販售，除此之外僅有通販的方式能取得，售價為500日幣。
原本是由向作者提出企劃的CD，未打算採取限量頒布，甚至有可能免費下載，日丸屋老師也畫了封面以備使用，但在本CD情報發表的先後（確切時間點不明）就碰上商業版CD的消息。
雖然這兩件事情的關聯性尚未明朗化，本家版CD後來並沒有使用原先繪製的封面，且改成了限量的付費形式頒布；關係者的說法是或。目前，本家版CD並沒有追加販售之類的安排。
另外，本家版CD的聲優曾擔任《學園ヘタリア》的人物配音，也有人參與漫畫第一集發售時的倒數企劃。

### 商業版CD
作者的BLOG指出此CD從2007年夏天開始企劃，日文漫畫第一集內附的傳單則有正式告知。大部份封面皆是日丸屋秀和繪製。
劇本分為「作者本人撰寫」以及「與其他劇本家合作」的兩種類型，內容主要是本家網站有刊載卻在單行本被刪除的部份，另外也有原創劇情。
商業版又分成了本篇以及附在角色CD內的短篇廣播劇。

#### 本篇
1. 1. 2008年8月15日、由Frontier Works於Comic Market場內先行販售。
  2. 2008年8月29日、Animate等特定商店內開始販售。
2. 1. 2008年10月24日、由Frontier Works推出，收錄了原創劇本。
3. 1. 封面非由日丸屋秀和繪製。
  2. 2008年12月29日、由Frontier Works於Comic Market場內先行販售。
  3. 2009年1月28日、Animate等特定商店內開始販售。
4. 1. 2009年6月3日、由Frontier Works推出。
5. 1. 封面使用原作的圖片
  2. 2009年8月26日、由Frontier Works推出。

#### 遊戲「学園ヘタリア Portable」OP/ED
1. （軸心國）
  1. （聲：浪川大輔、安元洋貴、高橋廣樹）2011年3月30日發售
2. （同盟國）
  1. （聲：小西克幸、杉山紀彰、小野坂昌也、高戶靖廣、甲斐田雪）2011年3月30日發售

#### 角色歌CD 第1彈
1. （義大利）
  1. （聲：浪川大輔）2009年3月25日發售（南北義大利各收錄一首）
  2. 收錄、迷你廣播劇
2. （德意志）
  1. （聲：安元洋貴）2009年4月22日發售
  2. 收錄、迷你廣播劇
3. （日本）
  1. （聲：高橋廣樹）2009年5月27日發售
  2. 收錄、迷你廣播劇
4. （英格蘭）
  1. （聲：杉山紀彰）2009年7月29日發售
  2. 收錄、迷你廣播劇
5. （法蘭西）
  1. （聲：小野坂昌也）2009年9月30日發售
  2. 收錄、迷你廣播劇
6. （美利堅）
  1. （聲：小西克幸）2009年11月25日發售
  2. 收錄、迷你廣播劇
7. （俄羅斯）
  1. （聲：高戶靖廣）2010年1月20日發售
  2. 收錄、迷你廣播劇
8. （中國）
  1. （聲：甲斐田雪）2010年3月24日發售
  2. 收錄、迷你廣播劇
9. （普魯士）
  1. （聲：髙坂篤志）2009年8月15日發售
  2. 收錄、迷你廣播劇、
10. （西班牙）
  1. （聲：井上剛）2010年12月8日發售
  2. 收錄、迷你廣播劇
11. （烏克蘭、白俄羅斯）
  1. （聲：增田由紀、高乃麗，譜曲：YUMIKO(FROM DY-T)）2011年1月26日配信開始
  2. 收錄（於《銀幕黑塔利亞》（黑塔利亞劇場版）animate限定版封入特典vocal CD）。
12. （北歐五國）
  1. （聲：水島大宙、酒井敬幸、下崎紘史、岩崎征実、浅倉 歩）2012年7月25日發售
  2. 收錄
13. （香港）
  1. （聲：高城元氣）2012年2月15日配信開始
14. (台湾)
  1. （聲：甲斐田雪）2012年3月15日配信開始
15. （塞席爾）
  1. （聲：高本惠）2012年4月16日配信開始
16. （加拿大） 
  1. （聲：小西克幸) With 熊二郎（聲：岩村愛子）2012年5月15日配信開始
17. （羅馬帝國）
  1. （聲：鄉田穗積）2012年6月15日配信開始
18. （法國、普魯士、西班牙）
  1. （聲：小野坂昌也、髙坂篤志、井上剛）2012年9月26日發售
  2. 收錄
19. （波羅的海三小國、俄羅斯）
  1. （聲：高戶靖廣、髙坂篤志、たなかこころ、武内健）2012年9月26日發售
  2. 收錄

#### 角色歌CD 第2彈
1. 「ヘタリア The Beautiful World」
  1. （聲：浪川大輔、折笠愛）2013年2月27日發售
  2. 收錄、劇中曲、劇中曲、劇中BGM、劇中BGM
2. （義大利）
  1. （聲：浪川大輔）2013年5月8日發售（南北義大利各收錄一首）
  2. 收錄、
3. （日本）
  1. （聲：高橋廣樹）2013年5月8日發售
  2. 收錄、
4. （德意志）
  1. （聲：安元洋貴）2013年5月29日發售
  2. 收錄、
5. （英國）
  1. （聲：杉山紀彰）2013年5月29日發售
  2. 收錄、
6. （法國）
  1. （聲：小野坂昌也）2013年7月24日發售
  2. 收錄、
7. （美國）
  1. （聲：小西克幸）2013年7月24日發售
  2. 收錄、
8. （俄羅斯）
  1. （聲：高戶靖廣）2013年9月25日發售
  2. 收錄、
9. （中國）
  1. （聲：甲斐田 ゆき）2013年9月25日發售
  2. 收錄、
10. （軸心國）
  1. （聲：浪川大輔、安元洋貴、高橋廣樹）2013年9月25日發售
  2. ＜収録楽曲＞

- 1　ヘタリアの美しき世界（ショートバージョン）
- 2　枢軸の日常～ほんわり、のほほんと☆～
- 3　もち ヴァージョンエー
- 4　今日も新聞部は行く！～新聞部のテーマ～
- 5　もち ヴァージョンビー
- 6　幼い頃の記憶～ロシア回想テーマ～
- 7　ロシアの日常～ロシアのテーマ３～
- 8　優雅で華麗に極上と～フランスのテーマ３～
- 9　親分タイムでのんびりと♪～スペインのテーマ２～
- 10 いつもと変わらない日々～アメリカのテーマ３～
- 11 エストニアの心情～エストニアのテーマ～
- 12 American Movie Ending
- 13 オランダ登場やざ～オランダのテーマ～
- 14 お兄ちゃんと一緒♪～ベルギーのテーマ～
- 15 幼い頃の思い出～ちびギリシャのテーマ～
- 16 連合独特の...空気感...
- 17 ハロウィンがやってきた♪
- 18 クリスマスソングメドレー
- 19 ゆかいな仲間、それが連合
- 20 圧倒的俺様ソング～プロイセンのテーマ～
- 21 オルレアン聖戦～ジャンヌダルクの思い～
- 22 胸の奥にある思い～ジャンヌダルクの心意～
- 23 晴れやか快晴、天気模様☆～セーシェルのテーマ～
- 24 みんなでホラー上映会
- 25 事件発生！てんやわんや
- 26 粗茶を...いかがですか？～日本のテーマ３～
- 27 まわる地球ロンド（ショートバージョン）　うた：イタリア（CV：浪川大輔）
- 28 ぷかぷか☆ばけーしょん　うた：枢軸＜イタリア（CV：浪川大輔）／ドイツ（CV：安元洋貴）／日本（CV：高橋広樹）＞

#### 角色歌CD 第3彈
1. （義大利）、（日本）
  1. （聲：浪川大輔）、（聲：高橋廣樹）2015年6月24日發售 （兩個角色各收錄一首）
  2. 收錄、
2. （普魯士）、（德意志）
  1. （聲：髙坂篤志）、（聲：安元洋貴）2015年7月8日發售（兩個角色各收錄一首）
  2. 收錄、
3. （法國）、（英國）
  1. （聲：小野坂昌也）、（聲：杉山紀彰）2015年7月24日發售（兩個角色各收錄一首）
  2. 收錄、
4. （丹麥）、（瑞典）
  1. （聲：下崎紘史）、（聲：酒井敬幸）2015年8月5日發售（兩個角色各收錄一首）
  2. 收錄、
5. （挪威）、（冰島）
  1. （聲：岩崎征実）、（聲：浅倉 歩）2015年9月25日發售（兩個角色各收錄一首）
  2. 收錄、
6. （芬蘭）、（愛沙尼亞）
  1. （聲：水島大宙）、（聲：髙坂篤志）2015年10月7日發售（兩個角色各收錄一首）
  2. 收錄、
7. （美國）、（俄羅斯）
  1. （聲：小西克幸）、（聲：高戶靖廣）2015年10月28日發售（兩個角色各收錄一首）
  2. 收錄、
8. （中國）、（香港）
  1. （聲：甲斐田 ゆき）、（聲：高城元氣）2015年11月6日發售（兩個角色各收錄一首）
  2. 收錄、

## 外部連結
- （日語）ヘタリア　*心のそこからヘタレイタリアをマンセーする* Archive.today的存檔，存档日期2013-02-18 - 作者公式網站
- （日語）日丸屋秀和「ヘタリア Axis Powers」 （页面存档备份，存于） - 幻冬舍特設網站
- （日語）ヘタリアドットコム （页面存档备份，存于） - 動畫版1-4季公式網站
- （日語）ヘタリアドットコム （页面存档备份，存于）  - 動畫版第5季公式網站
- （日語）ヘタリアドットコム （页面存档备份，存于）  - 動畫版第6季公式網站
- （日語）ヘタリアドットコム （页面存档备份，存于）  - 動畫版第7季公式網站
- （繁體中文）義呆利 （页面存档备份，存于） - 緯來日本台官方網站